# Kendall (Automarke)
Kendall war eine britische Automarke, die zwischen 1945 und 1946 von Grantham Productions Ltd. in Grantham, Lincolnshire, gebaut wurde.
Es gab zwei Modelle. 1945 erschien ein Wagen mit Dreizylinder-Sternmotor. Das andere entsprach den Konstruktionen von Jean-Albert Grégoire, die später als Panhard Dyna bekannt werden sollten. Keines der beiden Modelle konnte sich auf dem Markt durchsetzen, ebenso wie der Hartnett in Australien.

## Quelle
- David Culshaw & Peter Horrobin: The Complete Catalogue of British Cars 1895–1975. Veloce Publishing plc. Dorchester (1997). ISBN 1-874105-93-6